# Gloeophyllales
Gloeophyllales is een botanische naam, voor een orde van schimmels. 
Het bestaat uit de volgende families:
- familie Gloeophyllaceae